# 人妻凌辱記念日
人妻凌辱記念日（ひとづまりょうじょくきねんび）は、綺羅光原作の官能小説。1987年に月刊SMスピリッツ（大洋図書・ミリオン出版刊）に連載されていたオムニバス短編で、連載時のタイトルは人妻クライシス。後にフランス書院にて文庫化される際に改題された。文庫版は1988年3月発売。綺羅光エクセレント・コレクション版は1991年9月発売。ハードXノベルズ版は2000年7月発売。

## 概要
タイトルの通り「人妻」と「凌辱」を題材にした短篇集。作者にとって初めて本格的に「人妻」をヒロインにした作品となる（それまでも人妻キャラが登場しなかったわけではないが、「学園物の生徒の母親」のようにあくまでサブ的な存在であった）。掲載がSM雑誌ということから、後半には必ず縄による緊縛を用いた凌辱シーンが描かれる。ストーリーは各章ごとに独立しており、繋がりはない。文庫化の際にSMスピリッツ誌での連載から改題され、加筆・修正が施された。収録順が雑誌での掲載順序から変更されている。連載時のイラストは現在まで再録されていない。作者は当時まだデビュー三年目新鋭作家であったことやSMスピリッツ誌で初登場（雑誌上では「本誌発登場」と誤植されていた）ということからか、連載初回の「媚獣の甘噛み」は掲載が260ページ目からと巻末から二番目の位置で（巻末はベテラン作家千草忠夫の長期連載「くらやみ男爵」で毎号固定されており、掲載順は事実上最後であった）、また新連載にもかかわらず表紙に記載がなく、初期の扱いはあまり良いものでは無かったと思われる。しかし連載三回目（「麗人ファンド」）からは他の長期連載やベテラン作家と共に表紙に名を連ね、掲載位置も以後は100ページ目からに固定されるなど、破格とも言える扱いに変わっている。この事から同誌読者からの反響は大きく、連載が好調であったことが窺える。本作の成功を受けてか以降は人妻物が女教師物や学園物と並んで多く書かれるようになり、綺羅光の代表的な得意ジャンルのひとつとなる。連載及び文庫版では全5篇であったが、ハードXノベルズ版で書き下ろし新作が追加され全6篇となっている。ハードXノベルズ書き下ろしの「淫讐の扉」は、雑誌連載から十五年近く経過していることや、作者の作風の変化などから他5篇とはやや趣が異なっており、人妻凌辱よりも姉弟による近親相姦の側面が強くなっている。さらに緊縛シーンも存在しない。また性文化の変化を受けてか、他篇にはなかった女性の胸を使ったいわゆる「パイズリ」が登場する。

## 各章あらすじ
※表記順序は文庫版及びハードXノベルズ版の掲載順に準ずる。（ ）内はSMスピリッツ誌でのナンバリングと掲載月。
生贄は眠れない（人妻クライシス4 1987年10月号）
痴漢をするため朝の満員電車に乗り込んだ隅谷義男に目を付けられた人妻・村越由起美。由起美がワンピースの下に下着をいっさい付けずに電車に乗り、痴漢を受けることが目的だと気付いた隅谷は電車内で思うまま痴漢し、外へと連れ出す。浮浪者のたむろする公園に行き、スカートをめくるなどの恥辱を与え、公園内のトイレで由起美を陵辱する。それから数週間後、由起美への凌辱と調教を続けた隅谷は由起美の叔父だと偽って家へと上がり込む。夫のいる家の中で由起美を縄で縛り、由起美の夫を酔い潰し、その目の前で凌辱するのだった。
麗人ファンド（人妻クライシス3　1987年8月号）
証券マン石畑俊三の罠にかかり借金を負ってしまった城戸有理子は、石畑のすすめのまま古屋顕正率いる投資顧問グループ、古屋サロンでアシスタントとして働くことになる。実は古屋サロンは株で借金を背負った人妻を餌食にした売春グループで、今日は新たな獲物・有理子のお披露目の日だったのだ。コンパニオン役として、プールでのパーティーのために困惑しながらも手渡された過激な水着に着替える有理子。その様子をマジックミラー越しに覗き見しながら古屋と石畑はオナニーを行う。裸同然の水着で、サロン会員たちの好奇の目に有理子は晒される。その後、古屋とのチークダンス中に唇を奪われ、胸を晒された有理子は古屋を突き飛ばし逃げ出す。しかし着ていた服を盗まれ捕まり、気絶させられてしまう。気を失っている間に水着まで奪われ、全裸のまま寝椅子に拘束。体の隅々まで鑑賞された挙句、古屋から凌辱を受ける。高手小手に縛られ今度は石畑から凌辱を受けながら、他の会員たちからも責めを受け、有理子は自分を罠にはめた憎むべき男に抱かれながら絶頂に達してしまう。
媚獣の甘噛み（人妻クライシス1　1987年4月号）
寺尾樹美子は弾き語り歌手の神崎裕と不倫関係にあったが、神埼に別れを告げる。口唇奉仕は受けたものの、いまだ一度も肉体関係を結んでない神崎は喰らいつくが樹美子の決意は固かった。逆恨みした神崎は樹美子を部屋へと呼び出し、暴力団関係者の松丸と共謀し襲いかかる。衣服を引き裂き、手錠で拘束を受けた挙句、松丸から催淫スプレーを使われ凌辱を受ける。スプレーの効果で松丸に犯されながら絶頂する樹美子。神埼からも凌辱を受けた後、松丸に縛られ再び陵辱されながら夫へ電話をかけさせられる。男たちの責めに理性の麻痺した樹美子はその様子をビデオに撮られ、松丸に貫かれながら神埼のペニスにしゃぶりつき、その精液を顔に受け止めた。
ミルク色した捧げもの（人妻クライシス2　1987年6月号）
夜更け近くに田島千香子の夫、靖貴が部長の蛭川太一を家に連れてくる。靖貴は千香子が他の男に性的ないたずらを受けているのを見ると興奮する性質で、わざと蛭川を千香子にけしかける。靖貴が席を離れた隙に千香子に口での奉仕を強要する蛭川。靖貴もその様子を盗み見しながらオナニーする。数日後、蛭川から靖貴に昇進の話が来るが、条件として今動いている大きな契約を成功させなければならない。契約相手の吉村のご機嫌取りのため千香子をホステスとして差し出す。夫のためと引き受ける千香子だったが、指定された料亭で待っていた吉村と蛭川にストリップを要求され拒絶する。激昂した蛭川から暴力を受けた挙句、服を脱がされさらに縄で縛られ2人がかりで凌辱を受ける。蛭川の目的は契約など二の次で、千香子とセックスしたいがためにこの席を設けたのだ。犯されながらオルガスムスに達する千香子の膣内に、本懐を遂げ射精する蛭川。それを追って吉村も千香子の顔面に向けて射精した。
畸形な関係（人妻クライシス5　1987年12月号）
糸川真理子と恵司の夫妻は、夫婦生活に軽いSMプレイとイメージプレイを取り入れ倦怠期を乗り切っていた。特に真理子の毛嫌いしている電器店の店主室田を架空の買春客として登場させ、真理子を攻め立てそれを撮影するのがお決まりのパターンだった。ある日、留守宅の糸川家に室田が侵入する。そこで夫婦だけの秘密であるプレイルームの存在と、室田の名が登場するイメージプレイのビデオを見られてしまう。ビデオの内容を察した室田はある計画を思いつく。しばらく後、恵司の出張を見計らって室田が真理子を尋ねる。恵司から真理子を買ったと嘯き関係を迫る。まさか夫婦しか知らないビデオを見られているとは思いもよらない真理子は、室田の侵入を許してしまう。プレイルームで縛られ、凌辱を受ける真理子。さらに浣腸を使われ、夫にも許していないアナルの純潔をも奪われてしまう。出張から戻った夜、何も知らぬ恵司はいつものように真理子を責める。愛する夫の折檻を受けながら、真理子はこの畸形な関係がいつまで続くのかと思いを巡らせるのだった。
淫讐の扉（ハードXノベルズ書き下ろし）
淳也は東京に住む姉の麻友子に会うため新幹線に乗り込んでいた。かつて恋焦がれ、淫らな行為を強制した姉を今度こそ自分のものにするため、同棲相手の貯金を盗み、名古屋を飛び出したのだ。東京に着きホテルへ入ると、淳也はかつての麻友子との生活を思い返した。淳也の暴力を止めるため、麻友子は文字通りその身を捧げ、性奉仕を行っていたのだ。そして就職が決まり東京へと出る前日、淳也に押し切られる形で一度だけ肉体関係を結んでいた。それ以来、毅然とした態度で淳也の恫喝を跳ね除け、さらにエリートの夫と結婚をした麻友子を淳也は一方的に憎むようになっていた。翌日、コカインを吸引し気が大きくなった淳也は麻友子へ電話をかける。そして暴力団に入ったなどの嘘で脅迫し、部屋へと呼び出すことに成功する。部屋へとやってきた麻友子に奉仕させ、凌辱する淳也。そして弟の精液を子宮に浴びながら、麻友子もまた快楽を貪るのだった。

## 登場人物
●ヒロイン
※各ヒロインは全員人妻である。
- 生贄は眠れない

村越由起美：「生贄は眠れない」のヒロイン。26歳。身長165cmは下らないモデルかと見紛うほどの長身で、しとやかな黒目がちの瞳が印象的な美貌の人妻。道行く男がすべて振り向くほどのセクシーなスタイルを誇る。見るからに上品な人妻であるが、実は週の数回夫を送り出した後、痴漢との出会いを求め下着をいっさい付けずに満員電車に乗る倒錯した性癖を持つ。それは由起美が中学生の頃に、通学電車の中で不良高校生から受けた痴漢行為と、ノーパンの強要が次第に快楽となったことが原因であった。不良高校生はその後、由起美に痴漢をはたらいてる最中に他の乗客に見咎められ駅員に突き出され、姿を消している（しかし開花したばかりの性感を痴漢調教に染められた由起美にとって、それは単なるお節介であった）。成長しセックスを経験しても由起美にとって痴漢で受けた快感に比べまるで物足りず、サイドにボタンの付いたワンピースのように、痴漢にとって都合の良い（胸に触っていても他の客に気付かれ難い）服装で電車に乗り込んでいる。それを隅谷に気付かれ、電車内で何度もオーガズムに導かれた挙句にキスを強要され、それをネタに電車の外に連れ出される。浮浪者のたむろする公園でスカートをめくられ、ノーパン姿を晒されるなど辱めを受けたうえ、そのまま公園内のトイレで浮浪者に覗かれながら凌辱を受け、自らも快楽を貪ってしまう。
- 麗人ファンド

城戸有理子：「麗人ファンド」のヒロイン。27歳。結婚四年目の人妻。夫は食品会社の研究員（名称不明）。元深窓の令嬢で、苦労知らずの本物のお嬢様育ち。顔立ちは女子大生と言っても通じるほど清楚であどけなさが残るが、メイクを施せば妖艶な大人の女へと変貌する。その美貌は登場人物の全員から男女問わず認められるほど。ストレートに肩先まで伸ばした美しい黒髪と、一度も日焼けしたことがなさそうなほど透き通るように美しい肌の持ち主で、石畑はその肌をもぎたての白桃のような瑞々しさと評している。身長161cm体重46kg。3サイズは推定でB85W60H88。ただしこれは石畑が衣服の上からの見た目で推測した数値であり、文中ではバストはさらに大きく、ウェストはもっと細いと思われる描写が度々なされている。バストは大きいだけでなく形も良く、水着への着替えでブラを取った際に「完璧な形の乳房」と描写されている。恥毛の生え方は薄く、範囲も狭いようで、腰骨からさらに5cmも切れ上がったスーパーハイレッグの水着を着せられても水着からはみ出さずに済んだ。鼠径部付近の色素沈着もなく、水着の際は色白の部位が丸出しになってしまった。ヴァギナは結婚四年の人妻とは思えないほど色、形ともに美しく、古屋がその美しさを賞賛している。夫以外に男性経験はないようで、古屋のペニスを挿入された時は激痛のあまり悲鳴を上げている（ただし古屋のペニスも規格外のサイズではある）。ペニスに絡み付いて締め付けてくるかなりの名器の持ち主で、これまで何人もの女を抱いておりさらに有理子の着替えを覗いて一度射精している古屋が、挿入してからあまり長い時間かからず射精を迎えている。マイホームの頭金目的に夫には秘密で株を始めたものの、古屋と石畑の仕掛けた罠に引っかかり800万もの借金を背負ってしまう。古屋にそのうち400万を肩代わりをして貰う代わりに、古屋の率いる「古屋サロン」にアシスタントとして働くことになる。
- 媚獣の甘噛み

寺尾樹美子：「媚獣の甘噛み」のヒロイン。28歳。市毛良枝風の清楚な美女。夫は建築デザイナー。真面目で仕事一筋な夫に寂しさを感じており、一年前から気晴らしも兼ねてアクセサリーメーカーの嘱託として働いている。神埼とは同僚から展示会の打ち上げで店に連れられ出会った。髪型はセクシーなウェーブショート。雪肌にグラマラスな肢体の持ち主で、特にバストは大きく熟れきっており、ほんのり乳の香りがする。ヴァギナは年齢を感じさせない美しさだが土手高で、また恥毛がかなり濃く、仰向けの体勢では真っ白な下腹部に黒々とした膨らみが出てしまう。性技に長けており口唇奉仕ではペニスだけでなく下腹部や陰嚢までキスをしながら舐めあげるなど濃厚かつ情熱的で（奉仕の際に愛の言葉を囁くなど精神的にも快楽に導いている）、遊び慣れた神崎もあっという間に達している。貞操観念は強く神崎とは不倫関係の身とはいえ体を許してはおらず、三ヶ月かけてようやくキスとフェラチオ止まりで、裸身も晒していない（作中冒頭で神崎の頼みを断れず、上半身だけスリップ姿を見せたのみ）。そのため松丸に犯された時は恐ろしい暴力団員と体を一つにしたことに絶望し、涙を流している。しかしいざセックスが始まると、催淫スプレーの効果もあったとはいえバストを揉まれただけで膣が反応し、貫かれる度に喘ぎ、さらに松丸に膣内射精されながら快楽の悲鳴を上げて絶頂に達っするなど、普段の清楚さからは想像もできないほど乱れている（神崎がそのギャップと淫乱ぶりに驚愕し、目を見張っている）。マゾヒズムの傾向もあり、松丸から縄で緊縛されるとスプレーの効果が切れているにもかかわらず陰部を激しく濡らしている。悩んだ挙句、神崎との関係を清算する覚悟を決めたが、それに激昂した神崎によって監禁、暴力団員の松丸に凌辱を受けてしまう。
- ミルク色した捧げもの

田島千香子：「ミルク色した捧げもの」のヒロイン。26歳。結婚三年目で夫の靖貴は不動産会社の営業マン。お嬢様育ちで情感をにじませた美貌を持つ。肩まで垂れかかった黒髪と、吸い付くような白い肌で、靖貴によれば痩せて見えるが脱がせばバストはなかなかのもので、蛭川もそのボリュームに感嘆の声を上げている。形は美しい半球形で、乳首は小ぶりでピンク色をしている。ヴァギナは大陰唇が淡紅色で中はピンク色をしており、内部の肉壁は幾層にも重なる構造をしている。挿入されるとペニス全体を緊密に締め付け、さらに肉壁の一枚一枚がペニスに喰い付きながら蠢く名器で、蛭川も千香子の絶頂に合わせての収縮に泡を食ってそのまま膣内に射精している。妻が他人に体を弄ばれていると興奮する靖貴の性癖に付き合わされ、最初は涙を流していたものの靖貴の嫉妬心から来るねちっこい責めに慣らされている。靖貴以外に他に一人しか男を知らず、オーガズムも靖貴に教えられたほど男性経験が少ないが、靖貴からマゾヒズムの調教を受けており、縛られると興奮してしまう。靖貴を愛してはいるが昇進目当てに蛭川に媚びへつらう態度には失望を覚えている。靖貴にけしかけられた蛭川にフェラチオ奉仕を強制され、靖貴の昇進をエサに大地主である吉川との接待の席に差し出され、蛭川との二人がかりでの凌辱を受けることになる。
- 畸形な関係

糸川真理子：「畸形な関係」のヒロイン。29歳。叶和貴子似のしとやかな和風美人。肌は色白で美しく、瞳がつぶらなため年より五、六歳若く見られることが多い。夫の恵司とは結婚５年目。高貴さをにじませる美貌とは裏腹に、肉体は年齢通り熟れきっており、乳房は豊満でヒップの肉付きも良い。下半身には黒々とした艶美な陰毛が濃い目の逆三角形で生えている。色香に満ちた胸や腰の肉付きに対して、腕や脚部は繊細な細さでスラリとした均衡の取れた肢体をしている。M気質でアナルでも感じる体質だが、いまだにその部位での性交経験はない。夫との夜の生活は週二回で、マンネリ防止のために二階に設けたプレイルームで軽いSMプレイとイメージプレイを用いている。そのバリエーションは
1.誘拐された令嬢となっていたぶられる。
2.清純な女教師が校長に犯される。
3.暴力団員に扮した恵司が客を取るように強要する。
4.高級娼婦が変態客にいたぶられる。
5.近所のオヤジが人妻を強姦する。
となっており、凌辱役として近所の電気店店主の室田の名が登場したり、または恵司がそれに扮する。その様子はビデオに撮ってあり、夫婦生活の活力ともなっているが、ビデオを室田に見られたことで状況は一変。客を装った室田に恵司の留守中に家に上がりこまれ、プレイルームで縛られ、フェラチオ奉仕で精液を飲まされた挙句に凌辱を受ける。さらには浣腸を施され、夫にも許していなかったアナルバージンを奪われてしまう。
- 淫讐の扉

桐生麻友子：「淫讐の扉」のヒロイン。26歳。旧姓は藤堂。淳矢より四つ上の姉。美しく優しい性格で、学生時代は荒んでいた弟のため率先して身を犠牲にしていた。淳矢が高校生になった頃から自分の体を求める弟を鎮めるためキスを交わすようになり、次第に淳矢の要求はエスカレート。性奉仕を強要するようになり、最初はパンツ越しの愛撫であったが、下着姿にされたり、母親のセクシーなランジェリーを着用させられるようになる。そこから一年も経たずに口唇奉仕が始まり、弟の精液まで呑まされるようになる。麻友子も実の弟との近親相姦を避けるため、恥辱に耐え必死に淳矢の要求に応えてきた。しかし淳矢が十八歳の時、麻友子が就職のため東京に出る前の晩、狂ったように泣き叫び激昂する弟に折れついに肉体を与えてしまう。それから麻友子は毅然とした態度で淳矢を肉体関係を結んだ以上もはや他人と跳ね除け、どれだけ電話で凄まれても淳矢の要望に屈しないようになる。その後、東京で結婚。それからも淳矢からは距離を置いてきたが、同棲相手の金を盗み麻薬を吸引した淳矢のこれまでにない態度と真に迫った脅迫に恐怖し、四年ぶりに会うことになる。胸やヒップは結婚後さらに豊満になり、バストはFカップでパイズリ奉仕も可能。最初は拒絶していたが淳矢と肉体を重ねると激しい愉悦を感じてしまう。登場シーンの多くは淳矢の過去の回想で、実際に登場するのは終盤の10ページ程度である。
●凌辱魔
- 生贄は眠れない

隅谷義男：四十近い、強面で下品な角刈りの男。一見するとスジモノだが、いわゆるカタギで職業は回転寿司屋の寿司職人。休みの日には通勤ラッシュの電車に乗り込み、痴漢行為を行っている痴漢常習犯。ターゲットを見付けては痴漢をはたらき、最終的にはその場でペニスを取り出し射精し、女性の衣服を汚す悪質な変質者である。根っからのサディストで、なおかつ射精量と勢いの凄まじさからソープ嬢からも「ザーメンタンク」とあだ名を付けられ恐れられている。電車内で出会った人妻・村越由起美の性癖に気付き、痴漢行為で絶頂を味わわせた後で唇を奪い、それをネタに新宿駅で降り外へ連れ出す。向かった公園でたむろする浮浪者相手に由起美のノーパン・ノーブラ姿を晒し、そのまま公園内のトイレで凌辱する。その後は数日おきに由起美を呼び出し様々な恥辱的な調教を施し、最終的には夫のいる家にまで上がり込む。いずれ由起美を自分の妻にするつもりで、家の中で緊縛や奉仕を強要するなど大胆不敵な行動に出る。
- 麗人ファンド

石畑俊三：年齢は三十半ば。F証券の証券マンで、有理子は利殖セミナーで出会った主婦から紹介されて知り合っている（この主婦が石畑や古屋サロンの実態を知っていたかは不明）。髪はボサボサで肥満体だがペニスのサイズは並以上ある。童顔で人懐っこい顔付きをしているが、内心では有理子のことを馬鹿な女と蔑みせせら笑うなど陰湿な性格。倒産情報のある企業の株を有理子に大量に買わせ、借金を背負わせて古屋サロンに誘い込んだ張本人。有理子のように株に興味を持った美人を見付けては、似たような手口で借金を負わせ古屋サロンに差し出している。そのためかサロン内では古屋の片腕のような立場で、古屋と共に有理子の着替えを覗き見し、凌辱の順番も古屋の次でサロン会員たちより先だった。有理子には邪な恋愛感情を抱いており、マジックミラー越しに着替えを覗いた際には古屋以上に激しく興奮し、下着がもう一枚残っているにもかかわらず有理子の豊かなバストが揺れる様子を見てたまらず射精している（その勢いは凄まじく、マジックミラーにまで届いている）。拘束された有理子が怒りと絶望の表情を見せても、その顔を見ながら興奮し勃起したペニスを乳房になすりつけ、着替えを覗きながらオナニーしたと言い、古屋にレイプされる最中に朝まで二十発は覚悟しろと告げつつキスしようとしたり、また自ら陵辱しながら夫との離婚と共に自分との結婚を迫るなどねちっこく変質的な言動が多い。
古屋顕正：五十半ば。年齢の割に黒々とした総髪で、四十代に見える。有理子の前では紳士然とした態度だが、人妻売春を行っている古屋サロンの総帥。株の世界ではダーティーな人物して名を知られており、古屋サロンは何かと黒い噂が絶えない（そしてそれは事実である）。ペニスは石畑のものよりさらに長大で、有理子を凌辱する際には会員や石畑もそれで貫かれた有理子がどんな狂態を見せるか、期待と興奮で目を爛々とさせている。石畑と変わらぬ変質者で、マジックミラー越しに有理子の着替えを覗きオナニーを行う。美しい有理子の裸身に石畑ほどでは無いものの興奮し、有理子がパンティを下ろしアンダーヘアが顔を見せた途端に射精している。プールサイドのパーティーでは過激な水着姿の有理子をチークダンス中に無理やりキスをしながらバストやヒップを撫で回し、水着のストラップを外し片方の胸を露わにさせるなどさらし者にする。しかし調子に乗りすぎて有理子の思わぬ反撃でプールに落ちてしまう。その後、入江によって気絶させられた有理子を寝椅子に拘束。水着を奪い取りクンニリングスをするなど会員とともに女体を弄び、目を覚ました有理子を凌辱。あまりの痛みと衝撃にすすり泣く有理子に、次は石畑の相手をし、さらにその後に四人も残っていると非情に告げる。そして有理子の名器ぶりに会心の笑みを浮かべながら膣内に射精する（二度目の射精でありながらその勢いは子宮の底に届くほど凄まじく、有理子は秘奥まで穢されてしまう）。その後は石畑や会員たちに嬲られる有理子を眺めながら、入江と共に酒を飲んでいる。
会員：古屋サロンの会員で、パーティーの参加者でもある。有理子がコンパニオン役を務めたパーティーでは十人ほどが参加しており、そのうちパーティーの後にくじ引きで当たった四人が有理子の凌辱に加わっている（それ以外の会員は他のアシスタントたちとセックスをしている）。石畑や古屋の説明では、銀行の重役や国会議員秘書もいるエグゼクティブばかりということだが、実際はパーティーの最中に裸同然の水着姿の有理子にいやらしい言葉をかけながら体を撫で回す変質者そろいで、有理子はまるでピンサロかノーパン喫茶のようだと嫌悪を覚えている。有理子の衣服をオークション形式で買っており、入江によるとパンティは3万円で売れている（ただし有理子が衣服を更衣室に置いてからプールから逃げるまでの間、会員たちも同じ場所に居るため、オークションがどのタイミングで行われたかは不明）。石畑とのセックス中に後ろから有理子の乳房を揉み、指でアナルを責めたハゲ頭やフェラを強要してきた男、などがいる。
金崎：水着に着替え終えた有理子が廊下ですれ違った中年の会員。胸元のVカットに手を差し入れ、有理子の乳房に触れようとしたが入江に止められる。その後のパーティーのシーンでは名前も登場せず、くじ引きに当たったかどうかも不明。
三原：ハゲ頭の台詞で名前が登場するのみ。ハゲ頭（もしくは石畑）の次に有理子とセックスする相手だが、責めには参加していない。アナル責めの三原と呼ばれており、有理子はその下準備にハゲ頭の手でアナルを拡張されることになる。
- 媚獣の甘噛み

神崎裕：26歳。高級パブでピアノの弾き語りを行う歌手で、樹美子の不倫相手。しかしまだ肉体関係には至っていない。音大出身で歌もピアノも技量が高く、レパートリーもシャンソンからジャズまで幅広い。甘いマスクもあって界隈では評判が良く、店には神埼目当ての女性客が詰め掛けている。しかし裏では暴力団員と繋がっている危険人物。樹美子がパート先の打ち上げ会で店にやって来た際に出会う。神埼の三ヶ月に渡る熱心なアプローチによって、互いに惹かれていたこともあり不倫関係になる。かなりのプレイボーイだが樹美子とはまだキスとフェラチオだけの関係。セックスを交わさないまま樹美子に別れを切り出されたことに激昂。暴力団員の松丸を潜ませ、きちんと別れが言いたいと樹美子を部屋に呼び出す。樹美子に決定的に拒絶されたことで、松丸と共謀しふたりがかりで凌辱することになる。フェラチオの際に触るのを断られたことも合ってか、樹美子の豊満なバストには特に執着しており、凌辱の際にはかさにかかって揉みにじり、樹美子が松丸に凌辱される最中にも乳房をねぶっている（その様子を見て、樹美子は僅かな間とはいえ神埼を愛してしまった愚かさを悔いた）。樹美子の体を激しく求めていたものの、最初の凌辱は松丸に譲っている。これは暴力団員の松丸に気を使ったのと、清楚な樹美子が松丸に激しく犯される様子を見てみたかったためと思われる。松丸の陵辱が終了した後は膣内射精された秘部を覗き込み、そのまま樹美子へと襲い掛かる。凌辱シーンの多くは松丸に割かれており、神埼と樹美子が実際にセックスする描写は僅かである。
松丸：神埼が部屋に潜ませていた暴力団員。スキンヘッドに玉虫色のスーツと見るからにスジモノの風体で、樹美子はその姿を見た瞬間に本能的に恐怖し逃げ出そうとしている。神埼によればもともと界隈では有名な暴れ者だが、現在は切った張ったより婦女暴行が専門になっている。そのため樹美子を拘束したプラスチック製の手錠や、催淫スプレーなど凌辱用の小道具を裏ルートから入手している。体を抑えこまれ死に物狂いで暴れる樹美子に足で胸を強打されても、まるでダメージを受けないほど肉体は頑強。なおかつ逃げようとした樹美子にすぐ追い付くほど身のこなしも素早い。背中には不気味な髑髏の彫り物がある。ペニスは巨大で、樹美子が神埼に犯された後すぐにまた勃起し、なおかつ二回目の凌辱中にまだあと四発はいけると告げるなど精力も強い。縄師としての心得もあり、樹美子を緊縛する。衣服をすべて奪った後、四つん這いにさせ秘部を見ながら神埼と二人で「小陰唇の形がいい」「土手が高い」「陰毛が濃い」などと品評したり（陰毛に関して神崎は「毛深いのが玉に瑕」と評したが、松丸は「俺はこれくらい濃いほうが良い」と評価が分かれた）、背面座位で陵辱しながら樹美子に夫へ電話を掛けさせ、その様子を神埼にビデオに撮らせるなど精神的にも追い込む。凌辱慣れしているが、スプレーを使われてるとはいえ樹美子の激しい乱れぶりと膣の締りの良さには歓喜し、最後は「食い千切られそうだ」と評し膣内で大量に射精（神崎が凌辱後に秘部を覗くと、内部の肉壁全体が松丸の精液で塗れているほどの射精量だった。また樹美子が松丸の射精と共に絶頂に達したため、周囲の陰毛が愛液で派手に毛羽立つほど濃厚で激しいセックスを交わしている）。樹美子の身も心もズタズタになるまで辱めた。
- ミルク色した捧げもの

蛭川太一：不動産会社部長。千香子の夫・靖貴の上司。40過ぎの見るからにスケベで下品な中年。千香子に一目惚れしており、上司という立場と靖貴の性癖を利用し、家に上がり込むたびに千香子の体を触るなどセクハラを繰り返していた。千香子はそれを酷く嫌悪しているものの、靖貴の命令もあり強く拒絶できずにいた。その立場を利用し靖貴が家にいるにもかかわらず、席を外したのを見計らい千香子にフェラチオを強要するなど行動はエスカレートしていく。そして靖貴の昇進への条件として、大地主・吉村との料亭での接待に、千香子を差し出すことを命じる。やって来た千香子を吉村と二人がかりで縛り、陵辱する。サディストで縄の心得もあり、縛った千香子に足指を舐めさせるなどの責めを繰り返す。吉村が最初は千香子の口を犯すことを選んだため、大張り切りで千香子を襲い、その名器具合に歓喜しながら膣内に射精する。本懐を遂げ放たれた精液の勢いは凄まじく、千香子はまるで膣内に焼きごてを当てられたようだと汚辱感に身を震わせていた。靖貴の係長への昇進を推薦や、大口取引もすべて千香子に近付きあわよくばセックスするためである。
吉村：40半ば過ぎの大地主。一見すると穏やかな紳士然とした男だが、千香子が人妻と知りながらも性奉仕を要求したり、ストリップを拒否した千香子が蛭川に折檻を受ける様を見ながら酒を飲むなど、蛭川同様の危険人物。蛭川と共に千香子に襲いかかり、縄で縛り上げ肉体を弄ぶ。蛭川から最初にどの部位を使うか聞かれ、「こんな女といきなりファックしたら持たない」と口唇奉仕を選ぶ。美貌の千香子をすっかり気に入った様子で、フェラチオさせながら「この女をいつでも抱けるなら（契約書の）ハンコを押す」と上機嫌であった。物語はそれぞれ蛭川が膣内射精・吉村が口内射精したところで終わっており、千香子と実際にセックスするシーンは描かれなかった。
- 畸形な関係

室田松男：糸川家の近所にある電器店の店主。50過ぎで下品な風体であり、真理子は強い嫌悪感を抱いている。糸川夫妻からイメージプレイで名前を使われ、架空の買春客などにさせられている。電気工事の際に無断で糸川邸の合鍵を作っており、真理子の留守を狙い侵入。本来の目的は寝室を盗み見し、あわよくば美貌の人妻真理子の下着を盗むことだったが、プレイルームと自分の名前の出てくるビデオを発見する。そこで奸計を巡らせ、夫・恵司の出張を狙い真理子に接近。ビデオの内容を利用し、恵司から真理子を買ったと嘯き、まんまと家に上がり込む。そしてプレイルームに連れ込み、室内のSM用の道具を用い真理子の体を弄び凌辱。浣腸まで行い、最後は恵司もまだ触れる程度であったアナルの処女を奪う。
- 淫讐の扉

藤堂淳矢：

## 用語
- 生贄は眠れない

ワンピース
村越由起美が満員電車で着用していたセピア色のワンピース。伸縮素材の薄いサマーニット生地（連載時はジャージ素材）で、背中は大胆なVカットで肌が丸見えになっていた。腋の下から脇腹にかけてボタン２つが並んでおり、これを外せば簡単に服の中に手を伸ばすことが出来る。由起美はこの下に下着をいっさい着用せず、痴漢を受けるために満員電車に乗っている。
- 麗人ファンド

水着
城戸有理子が古屋サロンのパーティーで着せられたハイレグ水着。色はどぎついショッキングピンク。形は一応ワンピースだが、胸元は大胆なVカットで臍からのファスナーを閉じてもかろうじてバストが半分隠れるようなデザイン。ハイレグも褌に近く、腰骨から5cmも高い位置まで切れ込んでいる（いわゆるスーパーハイレグ）。それに応じ股間の布面積はかなり細く、着用した女性の鼠蹊部は丸見えになってしまうほどで、普通の女性なら恥毛が盛大にはみ出してしまう（有理子は生え方が薄かったため、事前の準備がなくてもはみ出さずに済んだ）。背中は布がほとんどなく剥き出しで、同様にヒップもほとんど丸出し（いわゆるTバックと思われる）。布地は極薄なうえにビニール･コーティングが施されており、乳房の形や乳首の膨らみ（胸ポチ）や、臍の形や周囲の肉付きまではっきりわかるほどで、有理子も裸同然の水着だと感じ激しい羞恥に見舞われた。古屋サロンでは獲物に対し夏には水着を、それ以外の季節にはイブニングドレスを着用させている。ドレスは未登場だが、水着同様に羞恥心を煽る大胆な物であると推測される。またこの着替えは羞恥プレイのほかに、「古屋と石畑がマジックミラー越しに獲物の着替えを覗く」「脱がせた服を盗み逃走を防ぐ」「盗んだ服（特に下着）を会員同士で競り合わせて売る」などの目的もある。
寝椅子
有理子が古屋の凌辱を受けた際に拘束されていたレザー張りの寝椅子。手術台に似ているという形状や、拘束の際に椅子の脚に手足をくくり付けられていることから、SMプレイで用いられるいわゆる拘束椅子と思われる。有理子は入江に気絶させられた後、水着を脱がされこの椅子に拘束され古屋や石畑だけでなく会員たちにも女体の全てを見られた上に、気絶中にクンニリングスを受け陰部を濡らしてしまう。さらに古屋から凌辱を受け、膣内に射精されてしまう。
- 媚獣の甘噛み

催淫スプレー
暴力団員の松丸が、樹美子を凌辱する際に使用したアメリカ製の即効性催淫剤。内容物は不明。小型容器でヘアムース用のスプレーに似ているがずっと小ぶり。前戯無しでもすぐに挿入できるとのことで、松丸によればアメリカではかなり売れているとのこと。松丸は暴力団ルート経由で、在日米軍の不良兵からこのような小道具を手に入れている。女性器に容器のノズルを挿入し、陰部粘膜に泡状の薬液を直接噴射し使用する。その効果は絶大で、松丸の長大なペニスを挿入されたにもかかわらず、樹美子はレイプされながらも次第に激しく感じ始め、最後は膣内に松丸の射精を受けながら絶頂に達してしまった。このように効果は強いが持続性はあまりないらしく、松丸の二度目の凌辱の際には効力は切れていた模様。
手錠
松丸が一度目の凌辱で樹美子を拘束する際に使用した、透明な強化プラスチック製の手錠。アメリカの警察で使われている本物で、頑丈で軽く手首を傷つけることがない。しかし樹美子はこれで後ろ手に拘束された後、スプレーを使用するため仰向けにされ手錠ごと両手首がお尻全体で圧迫されたことで、手首が折れそうなほどのあまりの激痛に悲鳴を上げて泣き叫んでいる。松丸から凌辱を受ける時にはヒップが上げられたものの、神崎とのセックスも終わり手錠が外されると手首は酷く傷付いていた。

## 書籍情報
各書籍と他作品巻末における作品紹介、ならびにフランス書院公式サイトのあらすじ紹介は第一章「生贄は眠れない」から抜粋されている。
・文庫版 ISBN 4829601779
※表紙は髪型から「媚獣の甘噛み」の寺尾樹美子と思しき女性の顔アップイラストになっている。
・綺羅光エクセレントコレクション版 ISBN 4829680199
※巻末に作者の友人の官能小説家由布木皓人によるコラム「綺羅光は野蛮人!?」収録。
表紙は赤い口紅と濃い目のアイライン、紫がかったシャドウから「畸形な関係」の糸川真理子と思しき女性の裸婦画。
・ハードXノベルズ版　ISBN：4829631546
※書き下ろし新作「淫讐の扉」を新録。
表紙はパープルの口紅及び同じ色のアイシャドウから「麗人ファンド」の城戸有理子と思しき女性の上半身のイラストになっている。